# Campeonato Europeo de Ciclocrós de 2015
El XIII Campeonato Europeo de Ciclocrós se celebró en Huijbergen (Países Bajos) el 7 de noviembre de 2015 bajo la organización de la Unión Europea de Ciclismo (UEC) y la Federación Neerlandesa de Ciclismo.

## Medallistas
| Evento    | Oro                              | Plata                        | Bronce                   |
| --------- | -------------------------------- | ---------------------------- | ------------------------ |
| Masculino | Lars van der Haar · Países Bajos | Wout van Aert · Bélgica      | Kevin Pauwels · Bélgica  |
| Femenino  | Sanne Cant · Bélgica             | Jolien Verschueren · Bélgica | Nikki Harris Reino Unido |

### Masculino
| Puesto            | Ciclista               | País         | Tiempo  |
| ----------------- | ---------------------- | ------------ | ------- |
| Medalla de oro    | Lars van der Haar      | Países Bajos | 1:02:29 |
| Medalla de plata  | Wout van Aert          | Bélgica      | 1:02:48 |
| Medalla de bronce | Kevin Pauwels          | Bélgica      | 1:03:08 |
| 4                 | Michael Vanthourenhout | Bélgica      | 1:03:25 |
| 5                 | Julien Taramarcaz      | Suiza        | 1:03:49 |
| 6                 | Thijs van Amerongen    | Países Bajos | 1:04:02 |
| 7                 | Laurens Sweeck         | Bélgica      | 1:04:20 |
| 8                 | Corné van Kessel       | Países Bajos | 1:04:37 |

### Femenino
| Puesto            | Ciclista           | País            | Tiempo |
| ----------------- | ------------------ | --------------- | ------ |
| Medalla de oro    | Sanne Cant         | Bélgica         | 41:12  |
| Medalla de plata  | Jolien Verschueren | Bélgica         | 41:20  |
| Medalla de bronce | Nikki Harris       | Reino Unido     | 41:26  |
| 4                 | Pavla Havlíková    | República Checa | 41:38  |
| 5                 | Ellen Van Loy      | Bélgica         | 42:19  |
| 6                 | Thalita de Jong    | Países Bajos    | 42:53  |
| 7                 | Helen Wyman        | Reino Unido     | 43:00  |
| 8                 | Sophie de Boer     | Países Bajos    | 43:19  |